# Magnus Bröms
Magnus Bröms, född 1684, död 13 januari 1757, var en svensk borgmästare och riksdagsman.

## Biografi
Magnus Bröms föddes 1684. Han var son till handelsmannen Henrik Henriksson Bröms och Elsa Radsack. Bröms blev 1701 student vid Uppsala universitet och blev 1712 brottmålsnotarie vid Stockholms rådhusrätt. Han blev 1726 rådman i Stockholm och var riksdagsman vid riksdagen 1731, riksdagen 1740-1741 och vid urtima riksdagen 1742–1743. Bröms blev 1745 politieborgmästare i Stockholm och var från 1743 till 1752 ledamot i bankofullmäktige. Han avled 1757.

### Familj
Bröms gifte sig 1732 med Kristina Kristiana Hansen.